# Argyrogramma basigera
Argyrogramma basigera är en fjärilsart som beskrevs av Walker 1865. Argyrogramma basigera ingår i släktet Argyrogramma och familjen nattflyn. Inga underarter finns listade i Catalogue of Life.